# John Deere 710
Le John Deere 710 est un modèle de tracteur agricole produit par le constructeur américain John Deere.
Modèle de tête d'une gamme fabriquée en Europe à Mannheim et conçue pour les agriculteurs européens, le 710 n'est construit que de 1966 à 1968.

## Historique
En 1956 John Deere rachète les usines allemandes Lanz de Mannheim. Son objectif est d'y construire des tracteurs de faible et moyenne puissance mieux adaptés au marché européen que les gros modèles américains. En 1962, John Deere construit son usine française de moteurs à Saran. C'est aussi l'occasion pour le constructeur de développer son propre réseau de concessionnaires en Europe, alors que jusque là il passait par des distributeurs.
John Deere présente en 1965 une gamme de tracteurs européens dont le 710 est, lors de sa sortie un an plus tard, le plus puissant représentant (56 ch SAE). Il cède rapidement sa place au 2020, encore plus « européanisé » et d'une puissance légèrement supérieure.

## Caractéristiques

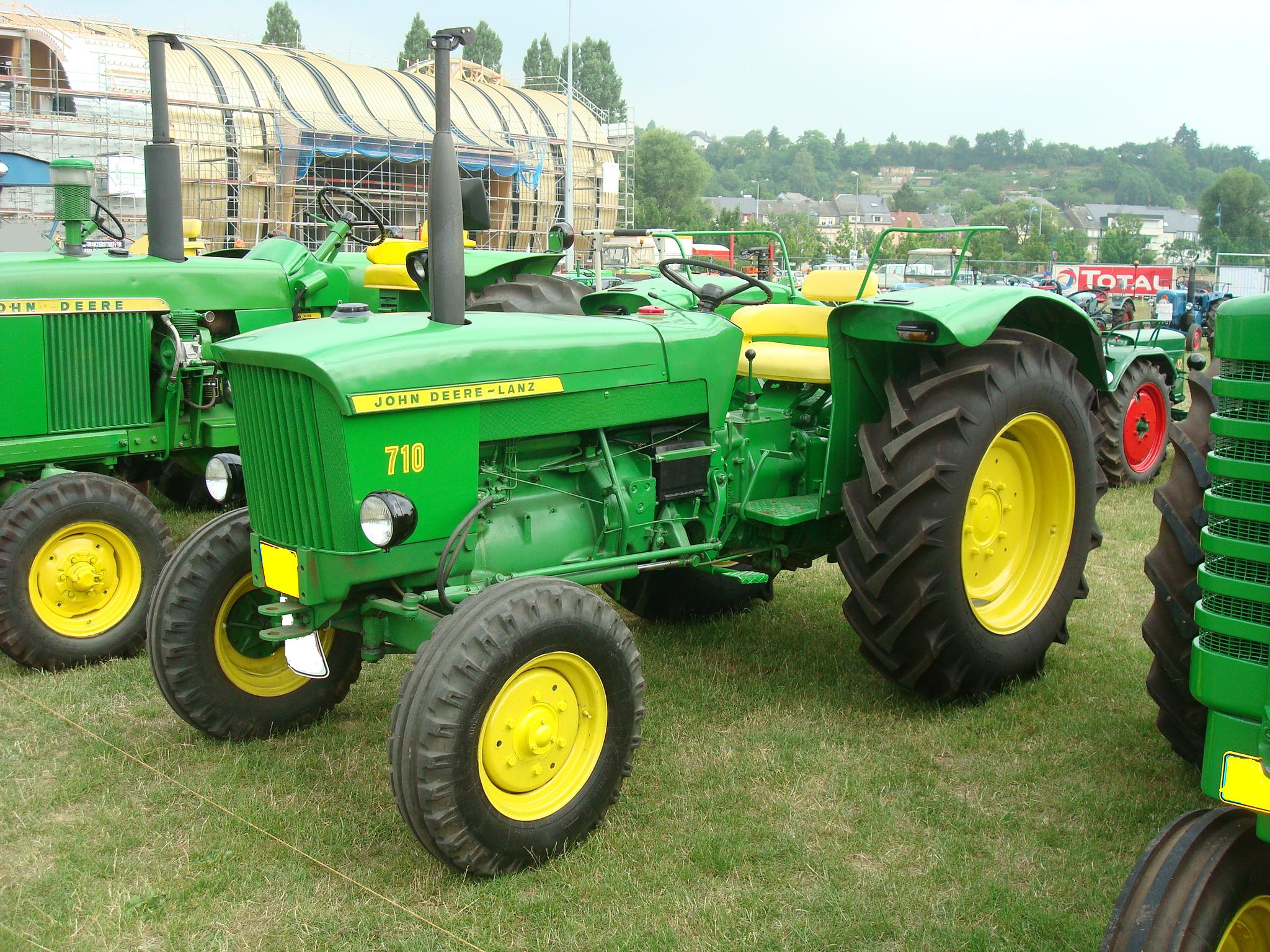
John Deere-Lanz 710.

Le John Deere 710 est motorisé par un  moteur Diesel à quatre cylindres (alésage de 98 mm pour une course de 110 mm) en ligne, à injection directe et d'une cylindrée totale de 3 320 cm3. Il développe une puissance maximale de 56 ch SAE au régime de 2 400 tr/min. John Deere choisit de standardiser au maximum sa production : le moteur du 710 reprend la base de celui du 310 et du 510, avec quatre cylindres au lieu de trois.
La boîte de vitesses comporte quatre rapports avant et un rapport arrière dans trois gammes différentes. L'étagement des rapports étant imparfait, le tracteur dispose dans les faits de dix rapports avant et trois rapports arrière.
Le 710 possède trois prises de force. À l'arrière, deux embouts différents tournent à 540 et 1 000 tr/min. Une troisième prise de force, en position ventrale, tourne à 1 000 tr/min ; elle est principalement utilisée pour entraîner une faucheuse latérale. Le relevage arrière affiche une puissance de levage de 1 800 kg.
Outre la version standard, le constructeur propose une version « grand dégagement » dont la garde au sol est plus importante pour évoluer dans les cultures hautes grâce à des roues de plus grand diamètre.
Si les tracteurs sont généralement badgés John Deere, les exemplaires destinés au marché allemand reçoivent souvent le marquage « John Deere-Lanz », rappelant la fusion entre les deux entreprises et mettant en avant l'image de marque de Lanz.